# IBEX
IBEX (Interstellar Boundary Explorer), též Explorer 91, je vesmírná sonda NASA, jež byla vypuštěna v říjnu 2008 a která zkoumá hranici mezi sluneční soustavou a mezihvězdným prostorem.

## Úkoly mise
Sonda navazuje na starší mise Voyager 1 a Voyager 2 z roku 1977. Během plánované dvouleté mise měla předávat informace z oblastí na pokraji Sluneční soustavy, zejména hledat vlastnosti případného ochranného štítu před nebezpečným zářením z dalších částí galaxie Mléčné dráhy. V současné době je totiž protitlak slunečního větru velmi nízký. Na rozdíl od obou misí Voyagerů, které míří mimo Sluneční soustavu, se IBEX nevzdálí od Země dále než na tří-čtvrtinovou vzdálenost Měsíce. Mapování hranice heliosféry je prováděno pomocí takzvaných energetických neutrálních atomů, které vznikají při výměně elektrického náboje mezi částicemi slunečního větru a částicemi mezihvězdného prostoru. Tyto atomy poté cestují zpět k našemu Slunci a při této cestě je IBEX detekuje a vytváří mapu.

## Konstrukce sondy
Základní konstrukci sondy měla na starosti společnost Orbital Science Corporation, která je zároveň výrobcem nosné rakety Pegasus. Hlavními vědeckými nástroji je dvojice detektorů energetických neutrálních atomů. Jeden detektor je citlivý na částice s vyšší energií (300 eV až 6 keV) a druhý na částice s nižší energií (10 eV až 2 keV). Oba dokáží zaznamenávat časy, směry, hmotnosti a energie detekovaných atomů. Vývoj a výrobu detektorů zajišťovaly Lockheed Martin Advanced Technology Center a Los Alamos National Laboratory.

## Řízení mise
Bylo svěřeno oddělení vědeckého výzkumného výzkumu v Southwest Research Institute, které sídlí v San Antoniu (USA - stát Texas).

## Průběh mise

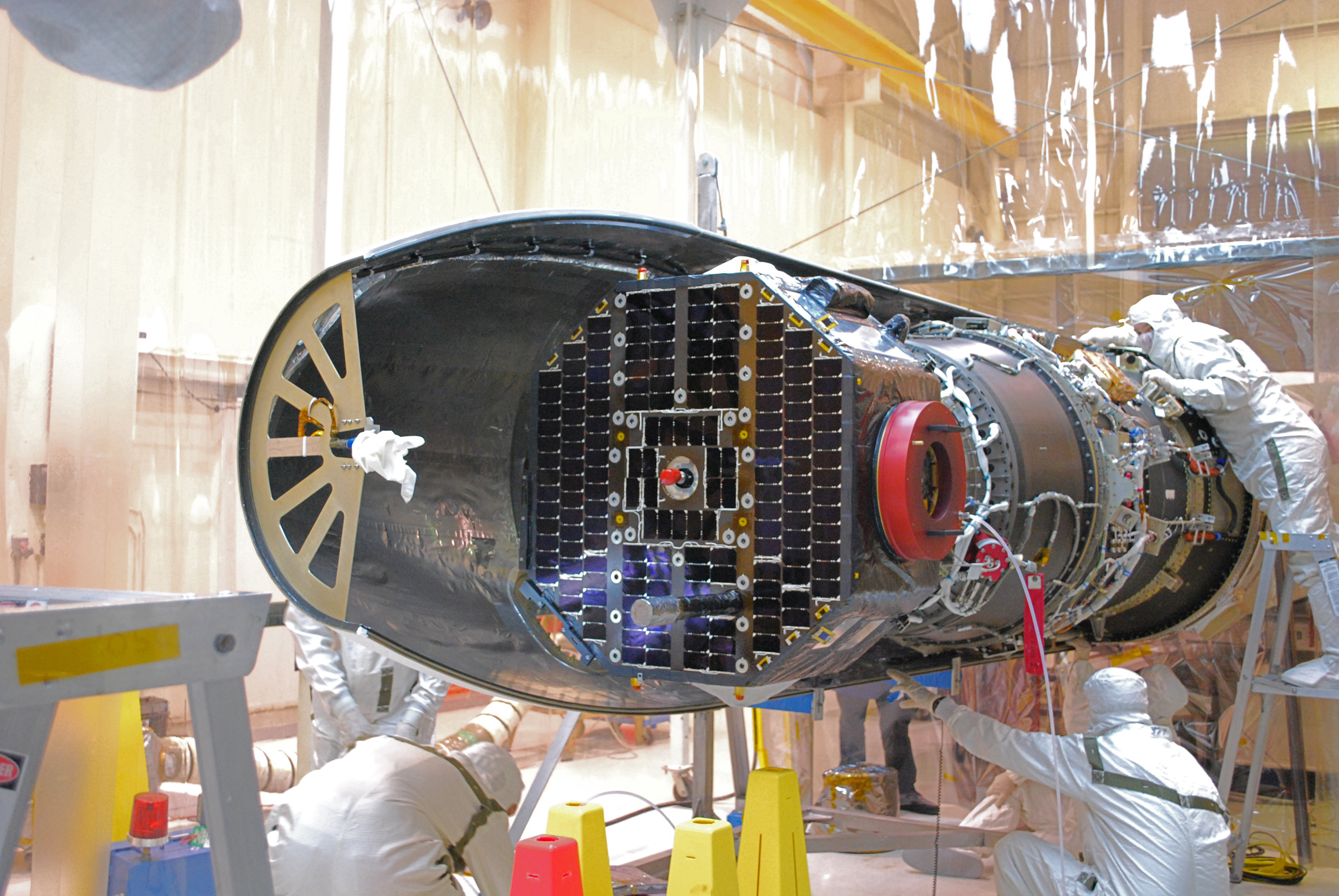
Příprava sondy před startem.

Sondu vypustil spolu s raketou Pegasus XL /Star 27 ve výši 12 km nad Zemí letoun Lockheed L-1011 dne 19. října 2008. K svému letu odstartoval z atolu Kwajalein. Po úspěšném startu bylo sondě agenturou COSPAR přiděleno označení 2008-051A.
V první fázi byla sonda umístěna na silně eliptickou dráhu s nízkým perigeem. Poté byl v apogeu zažehnut motor na tuhá paliva, který zvýšil i perigeum a navedl sondu na požadovanou vysokou eliptickou dráhu.
Konečná dráha IBEXu je tedy eliptická oběžná dráha Země s vysokou excentricitou , jejíž výška se pohybuje od perigea ve výšce 6000 až 11 000 kilometrů, až po apogeum ve výšce až 300 000 kilometrů, tedy asi tři-čtvrtiny vzdálenosti mezi Zemí a Měsícem. Tato orbitální data se mění v důsledku odporu atmosféry v perigeu, a gravitačních turbulencí z gravitačního pole Měsíce a dalších kosmických těles. Vysoké apogeum umožňuje sondě opustit magnetosféru Země i Van Allenovy pásy a provádět měření, bez rušivých vlivů od nabitých částic. Ve vzdálenosti přibližně 70 000 kilometrů od Země již neprobíhají měření, ale sonda se věnuje jiným činnostem, jako například odesílání nasbíraných dat zpět na Zemi.

## Výsledky měření

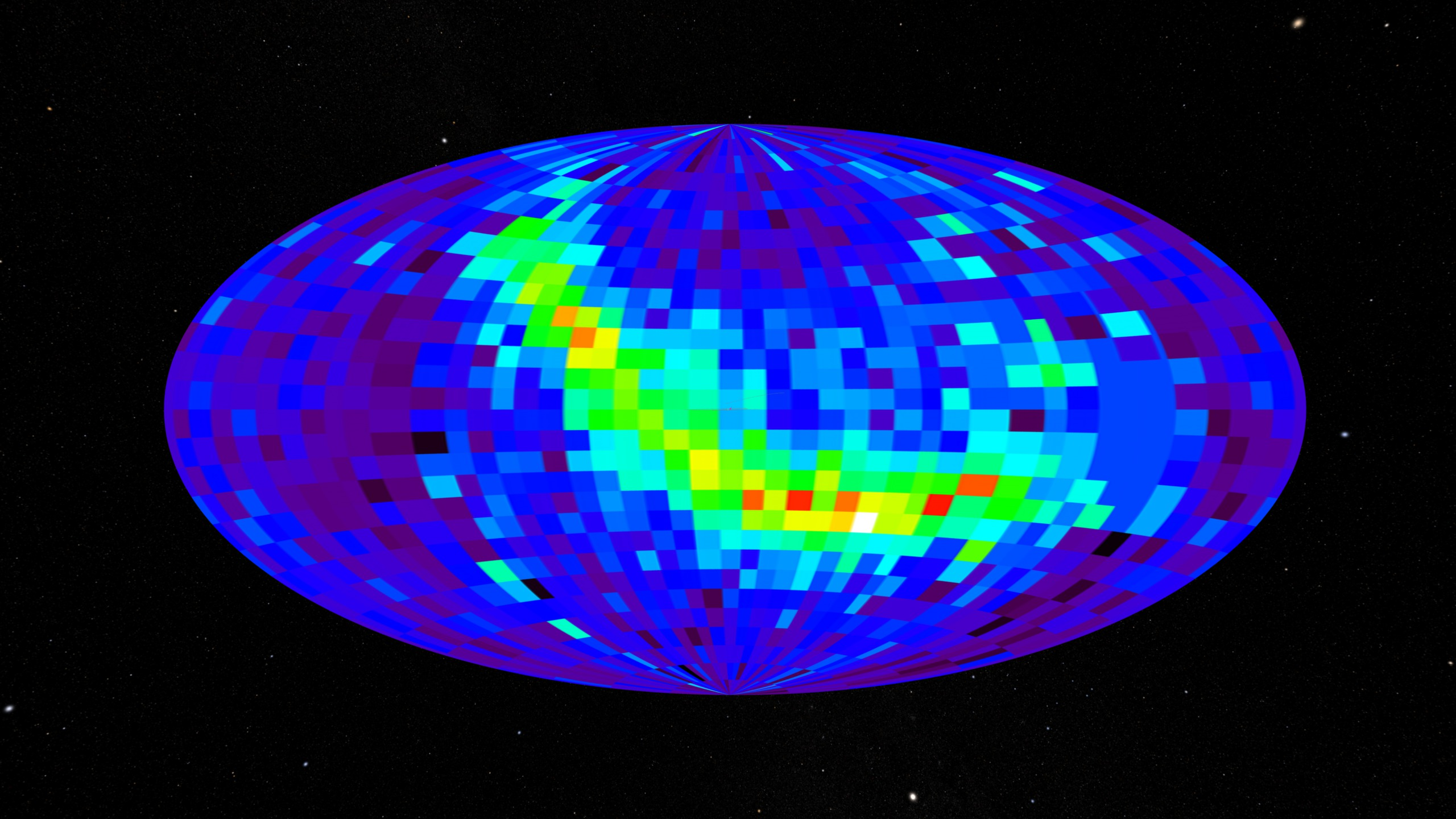
Mapa hustoty energetických neutrálních atomů.

Prvotní údaje ukázaly, dříve neočekávaný, relativně tenký pruh, v němž je hustota energetických neutrálních atomů dva až třikrát vyšší, než jinde na obloze. Tento pruh se nenachází v oblasti nazývané bow shock, což je oblast vzniklá na pomezí heliosféry a mezihvězdného média při pohybu sluneční soustavy mezihvězdným prostorem. Původ tohoto jevu je tedy zatím nejasný. Podle jedné z teorií je zvýšená hustota energetických neutrálních atomů způsobena interakci mezi heliosférou a lokálním magnetickým polem naší galaxie. Podle této teorie magnetické pole Slunce deformuje siločáry galaktického magnetického pole a to vede ke stlačování heliosféry. Fyzikální podstata tohoto jevu je však stále neznámá.
Měření IBEXu jsou porovnávána s daty odeslanými oběma Voyagery, které již dorazily do oblasti vzniku energetických neutrálních atomů a s daty od sondy Cassini u Saturnu. Snímkování celé oblohy trvá půl roku a rozdíly ve snímaných oblastech mezi jednotlivými sekvencemi se mohou lišit podle sluneční aktivity, hustoty mezihvězdného media a změn magnetických polí slunce a galaxie. Údaje IBEXu tak mohou pomoci k lepšímu pochopení těchto dějů. Také se očekává, že získané informace pomohou lépe stanovit polohu sluneční soustavy v mléčné dráze.